# Furcula interrupta
Furcula interrupta är en fjärilsart som beskrevs av Hugo Theodor Christoph 1867. Furcula interrupta ingår i släktet Furcula och familjen tandspinnare. Inga underarter finns listade i Catalogue of Life.